# Medaglia di Memel
La medaglia di Memel o medaglia in memoria del 22 marzo 1939, fu una medaglia commemorativa della Germania nazista.

## Descrizione
Durante l'ultima campagna militare di annessione, la Germania annetté la regione di Klaipėda (detta anche territorio di Memel) dalla Lituania il 22 marzo 1939 dopo un ultimatum orale. Il 23 marzo una pacifica occupazione della città e del distretto ebbe luogo ad opera di un contingente tedesco giunto via mare. Quest'area della Prussia orientale, con 160.000 abitanti, era passata alla Lituania a seguito della prima guerra mondiale, dopo la Rivolta di Klaipėda e la firma della Convenzione di Klaipėda del 1924. Per commemorare quest'azione, il governo nazista creò la "Medaglia di Memel" dal 1º maggio 1939 e venne concessa sino al 1º dicembre 1940. Venne concessa in un totale di 31.322 esemplari.

## Insegne
La medaglia si presenta in forme simili alle altre due medaglie di occupazione coniate precedentemente per l'Austria e la Cecoslovacchia. Essa venne disegnata come le altre dal professor Richard Klein.
Il diritto della medaglia rappresentava simbolicamente l'annessione dell'Austria alla Germania: un uomo porta la bandiera nazista che viene raggiunto da un secondo uomo che ha le catene spezzate ai polsi, simbolo dell'Austria simbolicamente liberata dalla Germania. Sul retro si trovava l'iscrizione "Zur Erinnerung an die Heimkerhr des Memellandes 22. März 1939" (per commemorare la restituzione della Memelland il 22 marzo 1939).
Il nastro è bianco-rosso-bianco-verde-bianco-rosso-bianco, i colori storici della regione di Memel.